# 蛋糕天王
蛋糕天王（英語：Cake Boss），美國電視真人實境秀節目，在有線電視旅遊生活頻道（TLC）中播出。節目主要在位於美國新澤西州霍博肯的一間百年糕餅烘培坊－卡洛斯烘培坊拍攝，節目主要的內容在於拍攝巴迪·瓦拉索與他的家人，如何經營這間糕餅店與製作蛋糕。

## 外部連結
- 節目官方網站 （页面存档备份，存于）